# Championnats d'Afrique de course en ligne de canoë-kayak 2008
Navigation
2005 2009
Les Championnats d'Afrique de course en ligne 2008 sont la cinquième édition des Championnats d'Afrique de course en ligne de canoë-kayak. Ils ont lieu du 25 au 27 janvier 2008 au barrage de Masinga, sur le Tana au Kenya.

## Nations participantes
Dix nations participent à la compétition :
- Algérie
- Afrique du Sud
- Angola
- Côte d'Ivoire
- Égypte
- Kenya
- Sao Tomé-et-Principe
- Sénégal
- Seychelles
- Tunisie

## Médaillés seniors

### Hommes
| Épreuves   | Or                      | Argent                        | Bronze                        |
| ---------- | ----------------------- | ----------------------------- | ----------------------------- |
| V1 200 m   | Tiaan de Klerk (RSA)    | Fouche van Tonder (RSA)       | Vincent Oundo (KEN)           |
| V1 500 m   | Tiaan de Klerk (RSA)    | Francis Abia Koutoua (CIV)    | Aristide Abekoua (CIV)        |
| V1 1 000 m | Fouche van Tonder (RSA) | Assane Dame Fall (SEN)        | Tiaan De Klerk (RSA)          |
| K1 500 m   | Fouche van Tonder (RSA) | Tony Lespoir (SEY)            | Hajri Badereddine (TUN)       |
| K1 1 000 m | Fouche van Tonder (RSA) | Assane Dame Fall (SEN)        | Tony Lespoir (SEY)            |
| K1 4 000 m | Tiaan de Klerk (RSA)    | Assane Dame Fall (SEN)        | Francis Abia Koutoua (CIV)    |
| C1 500 m   | Calvin Makoto (RSA)     | Fortunato Luis Pacavira (ANG) | Celi Mashigoana (RSA)         |
| C1 1 000 m | Calvin Makoto (RSA)     | Fortunato Luis Pacavira (ANG) | Celi Mashigoana (RSA)         |
| C1 4 000 m | Calvin Makoto (RSA)     | Celi Mashigoana (RSA)         | Fortunato Luis Pacavira (ANG) |

### Femmes
| Épreuves   | Or                      | Argent               | Bronze                    |
| ---------- | ----------------------- | -------------------- | ------------------------- |
| V1 200 m   | Bridgitte Hartley (RSA) | Chourouk Souli (TUN) | Mohsen Ganna Atteya (EGY) |
| V1 500 m   | Bridgitte Hartley (RSA) | Anta Souaré (SEN)    | Fatima Antonio (ANG)      |
| V1 1 000 m | Bridgitte Hartley (RSA) | Fatima Antonio (ANG) | Siry Fall (SEN)           |
| K1 500 m   | Bridgitte Hartley (RSA) | Chourouk Souli (RSA) | Khathia Bâ (SEN)          |
| K1 4 000 m | Bridgitte Hartley (RSA) | Bianca Heavitt (RSA) | Samia Ouertani (TUN)      |